# Русский ниндзя
«Русский ниндзя» — российское спортивное телевизионное шоу, одна из национальных адаптаций японского шоу «Сасукэ» (яп. サスケ) по франшизе «Ninja Warrior». Первые два сезона транслировались на «Первом канале» с 26 ноября 2017 по 25 ноября 2018 года. Третий сезон транслировался на «СТС» с 22 ноября 2021 по 10 января 2022 года. Победитель получает 5 миллионов рублей. Ведущие на «Первом канале» — Евгений Савин, Юлианна Караулова и Тимур Соловьёв. На «СТС» шоу вели Моргенштерн, Василий Артемьев и Ида Галич.
Известные участники — Татьяна Волосожар, Роман Костомаров, Евгений Алдонин, Влад Топалов, Марина Ким, Алла Михеева, Валентина Азарова.

## Схема соревнований

### Отборочный тур
В российской версии отборочного тура имеются 6 испытаний:
- Великолепная пятёрка, Кросс-пять, Косые ступени — бег по пяти наклонным дощечкам.
- Внезапная остановка, Таран, Полёт на бочке / Шёлковый путь / Дверной пролёт / Перископ — спуск по наклоняющемуся изгибу длиною в 8 метров.
- Садовые грибы, Землетрясение, Дрожащие камни — испытание на баланс.
- Рулевые игры, Белка-летяга, Тройной пролёт / Навесные кольца / Качели — прыжок на кольцо и последующий — на сетку.
- Кольца судьбы, Вертикальная ходьба, Треугольный рукоход / Ручная лестница / Обезьяний парк / Разводной мост — цепляние за выступы.
- Малая гора — бег на наклонную поверхность высотой 4,2 метра. На прохождение Малой горы даётся 3 попытки.

### Гонка Лидеров
Специальный этап, представленый в 3 сезоне шоу. Два атлета, показавшие лучшее время в своём отборочном дне, имеют шанс попасть в финал, минуя полуфинальную трассу. Участники стартуют одновременно на одинаковых трассах. Кто первый нажмёт на кнопку, тот и побеждает.

### Полуфинал
В полуфинале имеются 5 испытаний:
- Полная труба (в 1 сезоне) — спуск на палке.

Шиномонтаж (во 2 сезоне) — преодоление этапа путём зацепа за три покрышки.
- Камикадзе (в 1 сезоне) — прыжок на лопасти.

Домино (во 2 сезоне) — бег по наклонной поверхности и прыжок на канат.
- Бешеный воркаут — подъём вверх на турнике с помощью рывков.
- НЛО (в 1 сезоне) — прыжок на три неравно расположенных части полосы.

Барабанная дробь (во 2 сезоне) — усложнённая версия рукохода.
- Свободный подъём (в 1 сезоне);
- Сломанный лифт (во 2 сезоне) / Дымоход (в 3 сезоне) — подъём по шахте высотой 8 метров.
- Тропа ускорения (в 3 сезоне) — ускорение и перелёт на канате через бассейн.
- Бабочка (в 3 сезоне) — преодоление бассейна с помощью гигантской бабочки и каната.
- Переставной турник (в 3 сезоне) — подъём вверх на турнике с помощью рывков.
- Подвесные карнизы (в 3 сезоне) — прохождение по карнизам с помощью рук.

В каждом полуфинале отбирают только 4 (в 3-м сезоне — 3 человека) человека-финалиста.

### Финал
Финал состоит из 4-х этапов.
На первом этапе необходимо за отведённое время (4 минуты 15 секунд в 1 сезоне, 4 минуты 44 секунды во 2 сезоне и 4 минуты 30 секунд в 3 сезоне) пройти усложнённую полосу препятствий из 9 испытаний:
- Кросс-пять (в 1 сезоне) — бег по пяти наклонным дощечкам.

Косые ступени 2.0 (в 3 сезоне) — усложнённая версия Косых Ступеней из отборочного этапа. Вместо двух последних ступеней имеется канат.
- Наживка (в 1 сезоне) — полёт на кольцах.

Полёт на ядре (в 3 сезоне) — спуск по наклоняющемуся изгибу длиною в 8 метров.
- Разводной мост (в 1 сезоне) — испытание на баланс.

Джунгли (в 3 сезоне) — усложнённая версия Дрожащих Камней из отборочного этапа. Вместо трёх центральных камней расположены три шеста.
- Белка-летяга (в 1 сезоне) — раскачивание на специальных креплениях и прыжок на сеть.

Разделённые качели (в 3 сезоне) — усложнённая версия Качелей из отборочного этапа. Вместо целой перекладины две маленькие по краям крепления.
- Коварные качели (в 1 сезоне) — прохождение на руках по нестабильным перекладинам.

Ксилофон (в 3 сезоне) — несколько подвешенных труб, по которым необходимо пройти, цепляясь руками и ногами.
- Малая гора — бег на наклонную поверхность высотой 4,2 метра. На прохождение Малой горы даётся 3 попытки.
- Пол-дэнс (в 1 сезоне) — прохождение по подвесным шестам.

Маятник (в 3 сезоне) — раскачивание на огромной трубе с последующим прыжком.
- Стальная дорога (в 1 сезоне) — прохождение по двум дорожкам с помощью двух колец.

Горизонтальный коридор (в 3 сезоне) — необходимо пройти по двум зеркальным поверхностям, находясь в горизонтальном положении.
- Восхождение ниндзя, Ручной лифт — подъём по шахте высотой 8 метров с помощью колец.

Второй и третий следуют для участника друг за другом.
На втором этапе необходимо за отведённое время (2 минуты в 1 сезоне, 2 минуты 25 секунд во 2 сезоне, 1 минута 10 секунд в 3 сезоне) успеть пройти ещё одну полосу препятствий из 5 испытаний:
- Полная труба (в 1 сезоне) — спуск на палке.

Взлётная полоса (в 3 сезоне) — усложнённая версия Тропы ускорения из полуфинала. Вместо каната атлет прыгает на трапецию.
- Штурмовая полоса (в 1 сезоне) — перекладывание двух штырей по отверстиям.

Два якоря (в 3 сезоне) — прыжок боком с одного якоря на другой.
- Бешеный воркаут, Переставной турник — подъём вверх на турнике с помощью рывков.
- Воздушный сёрфинг (в 1 сезоне) — перемещение по двум нестабильным дощечкам.

Ручное вращение (в 3 сезоне) — вращение специальных металлических конструкций по жёлобу.
- Тяга к победе, Подъёмные стены — подъём трёх стен весом 30, 40 и 50 кг. Касаться коленями пола запрещено.

На третьем этапе без учёта времени требуется пройти ещё несколько испытаний (3 испытания в первом сезоне, 4 испытания во 2 и 3 сезонах):
- Дверь на вынос, Двери надежды (в 1 и 2 сезонах) — зацеп и переход по дверям.

Узкие выступы (в 3 сезоне) — прохождение на руках по зацепам.
- Над обрывом (в 1 и 2 сезонах) — прохождение на руках по зацепам.

Вешалки (в 3 сезоне) — прыжки по специальным конструкциям.
- Отвесная скала (в 3 сезоне) — стена со скалолазными зацепами, расположенная под углом.
- Финальный рывок, Переставная перекладина — последнее испытание перед горой Мидориямой. Необходимо пропрыгать по креплениям с перекладиной в руках. На сегодняшний день, всего один атлет в России доходил до этого препятствия (Сергей Лужецкий в 1 сезоне)

На четвёртом этапе необходимо за определённое время по канату взобраться на гору Мидорияму.

## Победители
За три сезона в России никто из участников не дошёл до четвёртого этапа — горы Мидориямы.
- В первом сезоне 22-летний скалолаз Сергей Лужецкий из Екатеринбурга единственный дошёл до третьего этапа. Роковым препятствием стал Финальный рывок.
- Во втором сезоне 30-летний тренер Виталий Потапов из Москвы прошёл третий этап дальше других, и теннисистка Светлана Кузнецова подарила ему ракетку. Роковым испытанием стало Над обрывом.
- В третьем сезоне 31-летний профессиональный спортсмен Станислав Кокорин из Тюмени единственный, кто смог добраться до третьего этапа. Роковым испытанием стали Вешалки.

## Проблемы с показом
В январе 2021 года телекомпания «Красный квадрат», производившая шоу для России, подала два иска в Арбитражный суд Москвы к агентству «Дейли Хироуз Медиа» на общую сумму 262,9 миллионов рублей в связи с долгосрочной просрочкой оплаты по двум договорам о размещении спонсорской рекламы в проекте.
Премьера третьего сезона была перенесена с изначально анонсированной даты 27 октября 2021 года на ноябрь, а лицо Моргенштерна на афише оказалось скрыто под маской, в чём некоторые источники увидели последствия скандала вокруг высказывания музыканта о Дне Победы, тогда как Ксения Собчак назвала это элементом пиар-кампании.

## Суперниндзя
С 13 февраля 2023 года на «СТС» выходит шоу схожего формата «Суперниндзя», не являющееся российской адаптацией формата «Ninja Warrior». Шоу выходило по понедельникам в 20:00, в рамках линейки развлекательных шоу на «СТС». Правила шоу значительно отличались от предшественника. Ведущие — Дмитрий Масленников (1-й сезон), Роман Постовалов (2-й сезон), Василий Артемьев (ранее — ведущий шоу «Русский ниндзя») и Валерия Астапова.